# Evy Tibell
Evy Tibell, född 25 december 1914 i Malmö, död 6 oktober 2000 i Göteborg, var en svensk operettsångerska och regissör.

## Biografi
Tibell var dotter till operasångerskan Anna Tibell-Hegert och tog sånglektioner under åren 1936–1939. Hon upptäcktes av Max Hansen vid en uppvisning på Operaskolan i Stockholm. Det ledde till att hon fick spela huvudrollen i Fröken Nitouche på Vasateatern 1943. Samma år engagerades hon av Stora Teatern, Göteborg, där hennes första roll var som Bronislava i Tiggarstudenten och senare samma år spelade hon Magnolia i Teaterbåten. 
Hon blev kvar i Göteborg, förutom gästspel vid Malmö Stadsteater 1946 och 1950–1952, under hela sin skådespelarkarriär. Fram till pensioneringen 1965 hann hon spela femtiofyra roller i operetter och musikaler.
Tibell var under flera år regissörsassistent och hon följde på 1960-talet under tio år Walter Felsenstein vid Komische Oper Berlin. Hon debuterade som regissör för operettsällskapet i Skövde där hon arbetade i tio år och regisserade även åt Stockholms Operettensemble och operettsällskapet i Gävle.
Åren 1944–1949 var hon gift med operettsångaren Nils Bäckström och som har gemensamma barnet Monica Bäckström.  

## Teater

### Roller
| År   | Roll                    | Produktion                                                    | Regi             | Teater        |
| ---- | ----------------------- | ------------------------------------------------------------- | ---------------- | ------------- |
| 1943 | Nitouche                | Fröken Nitouche Hervé, Henri Meilhac och Albert Millaud       | Max Hansen       | Vasateatern   |
| 1944 | Magnolia                | Teaterbåten Jerome Kern och Oscar Hammerstein                 | Nils Johannisson | Stora Teatern |
| 1945 | Drottningen             | Manina Nico Dostal                                            | Nils Johannisson | Stora Teatern |
| 1946 | Vera Lisaweta Opalinski | Sista valsen Oscar Straus, Julius Brammer och Alfred Grünwald | Lars Egge        | Stora Teatern |
| 1947 | Prinsessan Helene       | En valsdröm Oscar Straus, Felix Dörmann och Leopold Jacobson  | Lars Egge        | Stora Teatern |
| 1956 | La Môme Pistache        | Can-Can Cole Porter och Abe Burrows                           | Jackie Söderman  | Riksteatern   |